# رولف گوهز
رولف گوهز (سوئدی: Rolf Gohs; زادهٔ ۲۶ اکتبر ۱۹۳۳ – ۲۳ اوت ۲۰۲۰) تصویرگر، کارتونیست، کاریکاتوریست و عکاس اهل سوئد بود.
آثار اولیه او مانند Mannen från Claa (مردی از Claa) و Dödens Fågel (پرنده مرگ) با استقبال خوبی روبرو شد.
او به عنوان برجسته‌ترین تصویرگر جلد کتاب‌های مصور سوئد، شناخته شده‌است.
بسیاری از آثار او در خارج از سوئد به چاپ رسیده‌است.